# Beeville
Beeville es una ciudad ubicada en el condado de Bee en el estado estadounidense de Texas. En el Censo de 2010 tenía una población de 12.863 habitantes y una densidad poblacional de 804,02 personas por km².

## Geografía
Beeville se encuentra ubicada en las coordenadas 28°24′21″N 97°44′58″O / 28.40583, -97.74944. Según la Oficina del Censo de los Estados Unidos, Beeville tiene una superficie total de 16 km², de la cual 16 km² corresponden a tierra firme y (0%) 0 km² es agua.

## Demografía
Según el censo de 2010, había 12.863 personas residiendo en Beeville. La densidad de población era de 804,02 hab./km². De los 12.863 habitantes, Beeville estaba compuesto por el 79.09% blancos, el 2.69% eran afroamericanos, el 0.74% eran amerindios, el 0.88% eran asiáticos, el 0.09% eran isleños del Pacífico, el 13.22% eran de otras razas y el 3.3% pertenecían a dos o más razas. Del total de la población el 71.92% eran hispanos o latinos de cualquier raza.